# Prelink
prelink je v informatice název programu určeného pro linuxové systémy. Slouží pro výpočet optimálního rozložení dynamických knihoven v adresním prostoru procesů. Výsledkem jsou knihovny, které jsou předem optimálně relokovány a tím je uspořen čas, který při startu programu potřebuje na rozmístění knihoven zavaděč.